# 太陽の彼方に
「太陽の彼方に」（たいようのかなたに、Movin'）は、アメリカ合衆国のロック・バンド、アストロノウツが日本で大ヒットさせたインストゥルメンタル曲。リー・ヘイズルウッドが書いた楽曲で、大滝詠一らの誤った発言で、アストロノウツのプロデューサーがリー・ヘイゼルウッドと書かれていることがよくあるが、彼らのレコードは全て名プロデューサーのアル・シュミットがプロデュースしている。（山下達郎や萩原健太といった有名人も大瀧の誤った発言を真に受けた発言をよくしてるので、これを信じてる人は少なくない。)
1963年にアメリカで発売されたアルバム『Surfin' With The Astronauts』に収録されていたが、日本ではシングル化されて大ヒットし、その後、日本語の歌詞が付けられるなど、様々な形で日本の歌手、グループなどに取り上げられた。アメリカではシングルとしては発売されなかったが、当時サファリーズやエディ＆ショーメンらもカヴァーしている知られた曲ではある。
8小節からなるメロディを、転調なども織り込みながら延々と反復し続ける構成となっている。

## アストロノウツ
「Movin'」は、リー・ヘイズルウッドが、インストゥルメンタル曲としてアストロノウツのデビュー・アルバム『真夏のリズム～サーフィン! (Surfin' With The Astronauts)』に書き下ろした楽曲で、アルバムB面の3曲目に収められていた。本国ではシングルにはされなかったが、日本では1964年4月20日にシングルがリリースされ、同年の洋楽の年間チャートで5位に入るヒットとなった。文化放送『ユア・ヒット・パレード』では1964年度の年間5位を記録。

## 日本語による歌唱
この曲に「タカオカンベ」（神戸孝夫）名義による日本語の歌詞を載せた楽曲は「太陽の彼方に」と題され、1964年5月に藤本好一の歌唱、寺内タケシとブルージーンズの演奏でシングルが発売され、B面には寺内タケシとブルージーンズによる「カーニバルの夜は更けて」（La-Di-Da Song、ヴィレッジ・ストンパーズのカバー）が収められた。藤本好一盤は1965年5月時点までの1年間で17万枚を売り上げた。また、田川譲二の歌唱、アストロノウツの演奏によるシングルも発売され、B面には田川の歌唱、ブルージーンズの演奏による「好きだよベイビー」（C'mon Everybody、エルヴィス・プレスリーのカバー、安井かずみによる日本語詞）が収められた。
1972年5月25日、ゴールデン・ハーフが、シングル「ゴールデン・ハーフの太陽の彼方」（B面は「カム・カム・ハワイ」）を出して、この曲をリバイバルさせた。